# Georg Bicker
Pour les articles homonymes, voir Bicker.
Georg Bicker, né à Brême le 30 juin 1754 et mort le 20 mars 1823 à Celle, est un médecin allemand. Il étudie à Brême puis à Göttingen ; reçu docteur, il exerce à Brême jusqu’en 1817, puis s’installe à Celle.

## Œuvres
- Dissertatio de recto atque tuto mercurii sublimati corrosivi in variis morbis usu, Göttingen, 1777.
- Materia mediaca practica, Mannheim, 1781.
- Erklærung ueber meine beyden an den Hofrath Baldinger geschriebenen Briefe, ueber den thierischen Magnetismus, Brême, 1787.
- Einige Bemerkungen uber die Nervenfieber, Brême, 1802.
- Ueber die Nachtheile der Begræbnisse in den Kirchen und Kirchhoefen der Stædte, Brême, 1812.